# 조성화
조성화(음력 1978년 ~)는 대한민국의 법무사다.